# 三河坝战役
三河坝战役是南昌起义后，朱德率领的南昌起义军与国军第32军在广东省大埔县三河坝发生的激烈战斗。

## 战斗
1927年9月18日，南昌起义军主力进入大埔县（今属广东省梅州市），国军第32军（军长钱大钧）2万余人从梅县松口一带挺进三河坝。1927年10月1日入夜时分，朱德和第25师师长周士第、党代表李硕勋指挥约3000多士兵与国军激战。第二天午后，南昌起义军制定“半渡而击”的战术，将国军的船只击沉在河中央，钳制住国军。第三天，钱大钧的部分正面部队在猛烈炮火掩护下渡过了韩江，对朱德部队三面夹攻。为了保存力量，朱德留下第25师第75团第3营留守笔枝尾山，掩护部队转移到饶平县，与主力部队会合。1927年10月6日，撤至饶平茂芝的朱德部队作出“保持革命力量，穿山西进，直奔湘南”的战略决策。在三河坝战役中，南昌起义军和国军都牺牲了1000多人。

## 纪念
1963年经广东省人民政府批准，大埔县在当年三河坝战役主战场所在地建了一座“八一”起义军三河坝战役烈士纪念碑，纪念碑高15米，用35种规格，356块花岗石砌成，朱德亲自为纪念碑题字。1974年大埔县政府在纪念碑所在地笔枝尾山建造了“八一”南昌起义军三河坝战役烈士陵园，2001年4月经国务院批准为全国重点烈士纪念建筑物保护单位。